# F/Nazca Saatchi & Saatchi
F/Nazca Saatchi & Saatchi foi uma agência de publicidade brasileira, fundada em abril de 1994, comandada por Fabio Fernandes (Presidente e Diretor Geral de Criação) e Ivan Marques (Sócio-Diretor) em São Paulo

## História
A F/Nazca nasceu em 1994 e fez parte da rede internacional de agências Saatchi & Saatchi, pertencente ao Publicis Groupe, holding que possui cerca de 60.000 mil funcionários espalhados por 108 países. Com sede localizada na Avenida República do Líbano, em São Paulo.

## Premiações
Em 2000 a agência recebeu seu primeiro título internacional, o de Agência do Ano para as Américas, concedido pela publicação norte-americana Advertising Age. No ano anterior, em 1999, recebeu o principal prêmio da propaganda brasileira, o Prêmio Caboré de Agência do Ano.
Já em 2001 conquistou seu maior título, o de Agência do Ano no Festival de Cannes, considerado o Óscar da propaganda, por ter sido a mais premiada do mundo naquele evento, com nove Leões (quatro bronzes em filmes, dois ouros em mídia impressa e um ouro e dois bronzes em internet).
Recebeu 8 vezes e por cinco anos consecutivos (1999, 2001 e de 2003 a 2007) o título de Agência do Ano no Festival Brasileiro de Publicidade promovido pela Associação Brasileira de Propaganda.
Na edição 2010 do Festival de Cannes, a agência conquistou prêmios inéditos para o Brasil, todos com a campanha Xixi no Banho, criada para a Fundação SOS Mata Atlântica. O case ganhou Leão de Prata na categoria PR Lions (Public Relations), o primeiro da categoria conquistado por uma agência brasileira. O filme Convocação, único finalista brasileiro entre os 96 incluídos no shortlist, ficou com o Leão de Ouro, disputado em animação, na categoria film craft, estreante no festival. Já o terceiro Leão de Prata fez história na edição deste ano, pois foi a primeira premiação do país na categoria Titanium & Integrated Lions, criada em 2002.
Em 2010, com 16 anos de vida, a F/Nazca foi indicada pela quinta vez para a categoria Agência do Ano Agência de Propaganda do Prêmio Caboré 2010.
Em 2012 a F/Nazca Saatchi & Saatchi foi apontada pelo Gunn Report como a 20ª agência de publicidade mais premiada do mundo, considerando todos os prêmios ganhos por agências desde 1999. Em 14 anos de existência da publicação, a F/Nazca esteve 11 vezes presente entre as primeiras 50 agências mais premiadas.
Em 2013 foi pelo segundo ano consecutivo a agência brasileira com mais lápis conquistados no festival internacional D&AD, tido como um dos mais rigorosos do mundo. Em 2012, a agência foi a única brasileira a conquistar Yellow Pencils no festival.  Também foi vencedora pela 3ª vez consecutiva do Festival do CCSP (Clube de Criação de São Paulo) e conquistou 7 leões no Festival de Cannes, 5 dos quais com o filme "Alma", criado para Leica Store SP, um dos filmes mais premiados do mundo em 2013.
Em 2015, outra conquista histórica: recebeu o primeiro e único Grand Prix para um filme brasileiro em 62 anos de Festival de Cannes.

## Trabalhos
A agência é responsável por cases de sucesso e slogans como ‘Desce redondo’, para a Skol, ‘Nem parece banco’, para o Unibanco, e ‘O melhor plano de saúde é viver. O segundo melhor é Unimed’, para a Unimed. Personagens como as formiguinhas da Philco e a tartaruga da Brahma também foram criações da F/Nazca.
Dos clientes atuais, Skol (Ambev) é o que trabalha há mais tempo com a F/Nazca. De 1996 a 2013 a parceria entre cliente e agência conquistou diversos marcos:
_Skol conquistou em 2013 pelo 12º ano consecutivo a liderança do Prêmio Folha Top of Mind.- 
_É a cerveja mais consumida, líder de mercado no Brasil.
_É considerada a marca mais digital na categoria de bebidas alcoólicas. - 
_A marca mais valiosa do Brasil - 
_A 5ª marca de cerveja mais valiosa do mundo, segundo o ranking Millward Brown. - 
Um dos trabalhos mais emblemáticos da agência em 2013, o filme "Alma", criado pela F/Nazca para Leica Store SP, conquistou prêmios nos mais importantes festivais de publicidade do mundo, como Clio Awards, D&AD, FIAP, One Show, Wave Festival, El Ojo e London International Awards, incluindo 5 Leões em Cannes (Ouro na categoria Film Craft - Cinematography):